# Andrei Andrejewitsch Polukejew
Andrei Andrejewitsch Polukejew (russisch Андрей Андреевич Полукеев; * 13. Mai 1981) ist ein ehemaliger russischer Sprinter, der sich auf den 400-Meter-Lauf spezialisiert hat. Mit der russischen 4-mal-400-Meter-Staffel gewann er 2006 die Bronzemedaille bei den Hallenweltmeisterschaften in Moskau.

## Sportliche Laufbahn
Erste internationale Erfahrungen sammelte Andrei Polukejew vermutlich im Jahr 2003, als er bei den U23-Europameisterschaften in Bydgoszcz mit 46,74 s in der ersten Runde über 400 Meter ausschied und mit der russischen 4-mal-400-Meter-Staffel in 3:04,18 min die Bronzemedaille hinter den Teams aus Polen und Deutschland gewann. Anschließend verhalf er der Staffel bei der Sommer-Universiade in Daegu zum Finaleinzug und trug somit zum Gewinn der Silbermedaille bei. 2005 gewann er bei den Halleneuropameisterschaften in Madrid in 3:09,63 min gemeinsam mit Alexander Ussow, Dmitri Forschew und Alexander Borschtschenko die Bronzemedaille hinter den Teams aus Frankreich und dem Vereinigten Königreich. Im August verhalf er dann der Staffel bei den Weltmeisterschaften in Helsinki zum Finaleinzug. Auch bei den Hallenweltmeisterschaften in Moskau im Jahr darauf kam er im Vorlauf zum Einsatz und trug damit zum Gewinn der Bronzemedaille bei. 2009 beendete er seine aktive sportliche Karriere im Alter von 28 Jahren.

## Persönliche Bestleistungen
- 400 Meter: 46,43 s, 11. Juli 2005 in Tulsa
  - 400 Meter (Halle): 47,09 s, 17. Februar 2006 in Moskau